# Casbia aedoea
Casbia aedoea là một loài bướm đêm trong họ Geometridae.